# Monte Baldo
Pour les articles homonymes, voir Baldo.
Le Monte Baldo est un chaînon des montagnes autour du lac de Garde, dans les Alpes, s'élevant sur la rive orientale du lac de Garde, en Italie (à cheval entre le Trentin-Haut-Adige et la Vénétie) et bordant au sud la plaine vénitienne de Caprino Veronese, au nord la vallée qui relie Rovereto à Nago-Torbole et à l'est la Vallagarina. Il culmine à 2 218 m d'altitude à la Cima Valdritta.

## Géographie
Le mont Baldo se caractérise par une individualité géographique remarquable. Il se compose d'une crête parallèle au lac de Garde qui s'étend sur 40 km, entre le lac à l'ouest et Vallagarina à l'est. Au sud, la crête est délimitée par la plaine de Caprino et au nord par la vallée du Loppio. Le Monte Baldo atteint son altitude maximale, 2 218 m, à la Cima Valdritta. Avec une altitude minimale de 65 m au niveau du lac de Garde, la proéminence topographique du Monte Baldo est de plus de 2 000 m.
La crête est constituée d'un pli anticlinal et peut être divisée en trois parties : le grand anticlinal ou le chaînon de montagnes du secteur ouest ; le synclinal de Ferrara di Monte Baldo, c'est-à-dire le plateau central, qui maintient une altitude d'environ 1 000 m ; l'anticlinal mineur à l'est, ou les crêtes surplombant la vallée de l'Adige.
Le chaînon principal est composé de deux parties, le Monte Baldo et le Monte Altissimo, qui restent isolés. Les pics, à partir du sud, sont les Creste di Naole (1 660 m), la crête Costabella (2 062 m), le Coal Santo (2 072 m), le pic du Buse (2 154 m), le pic Sascaga (2 134 m), le pic Telegrafo (2 200 m), le pic Pettorina (2 191 m), le pic Valdritta (2 218 m), le pic Val Finestra (2 086 m), le pic Longino (2 180 m), le pic Pozzette (2 128 m), le Dos della Colma (1 830 m) et l'Altissimo (2 078 m).

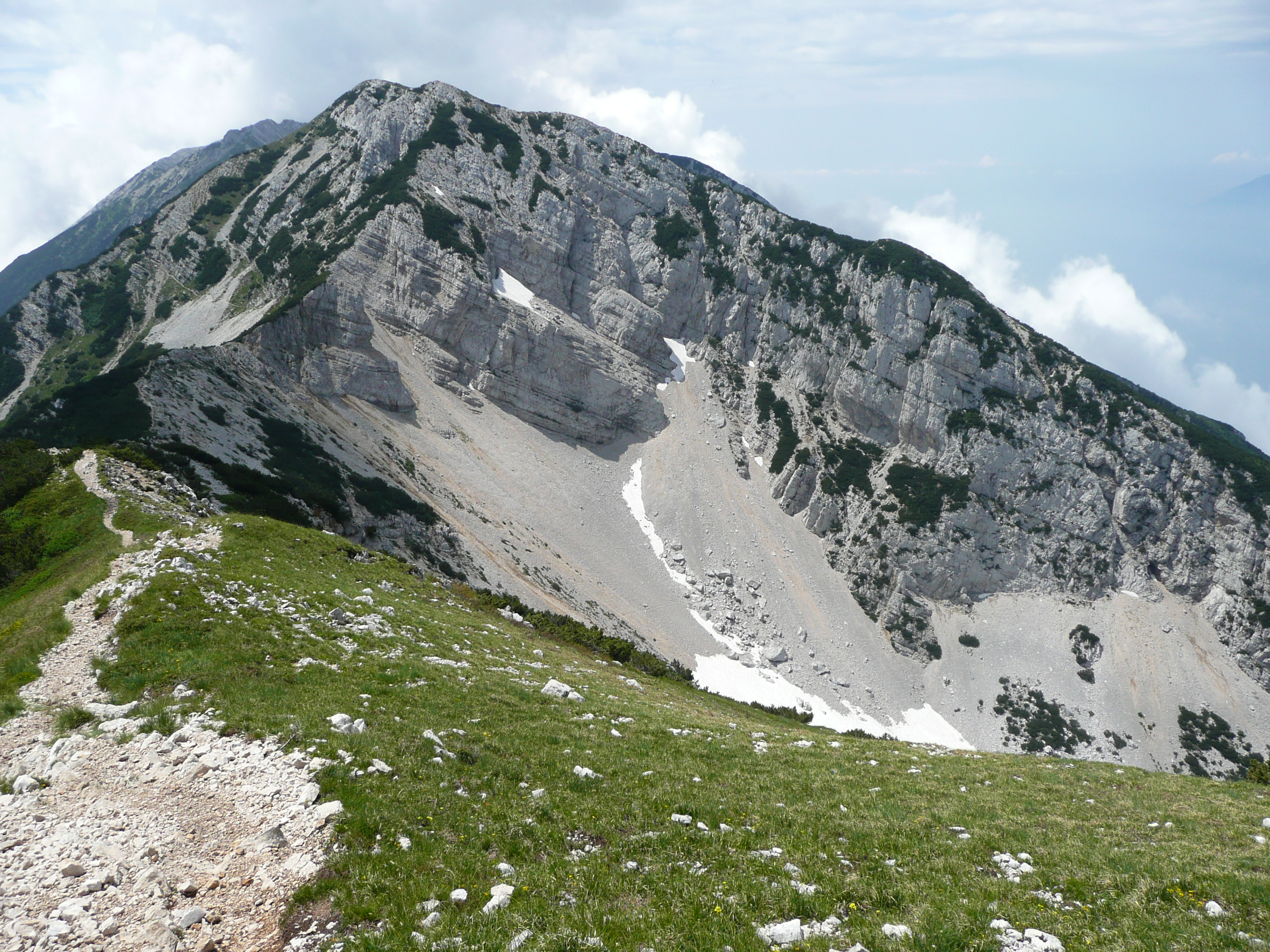
Crête du Monte Baldo.
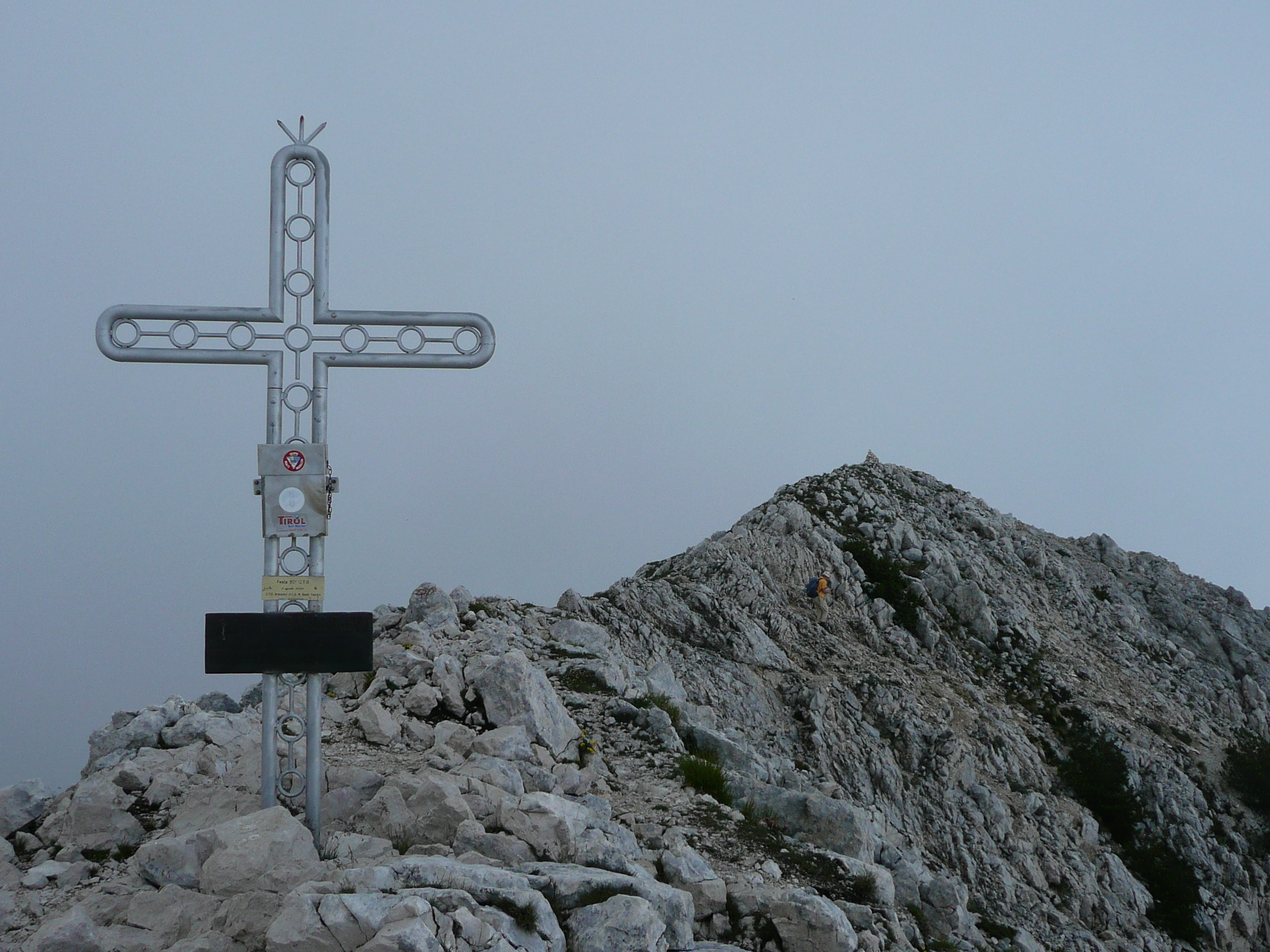
Cima Valdritta.
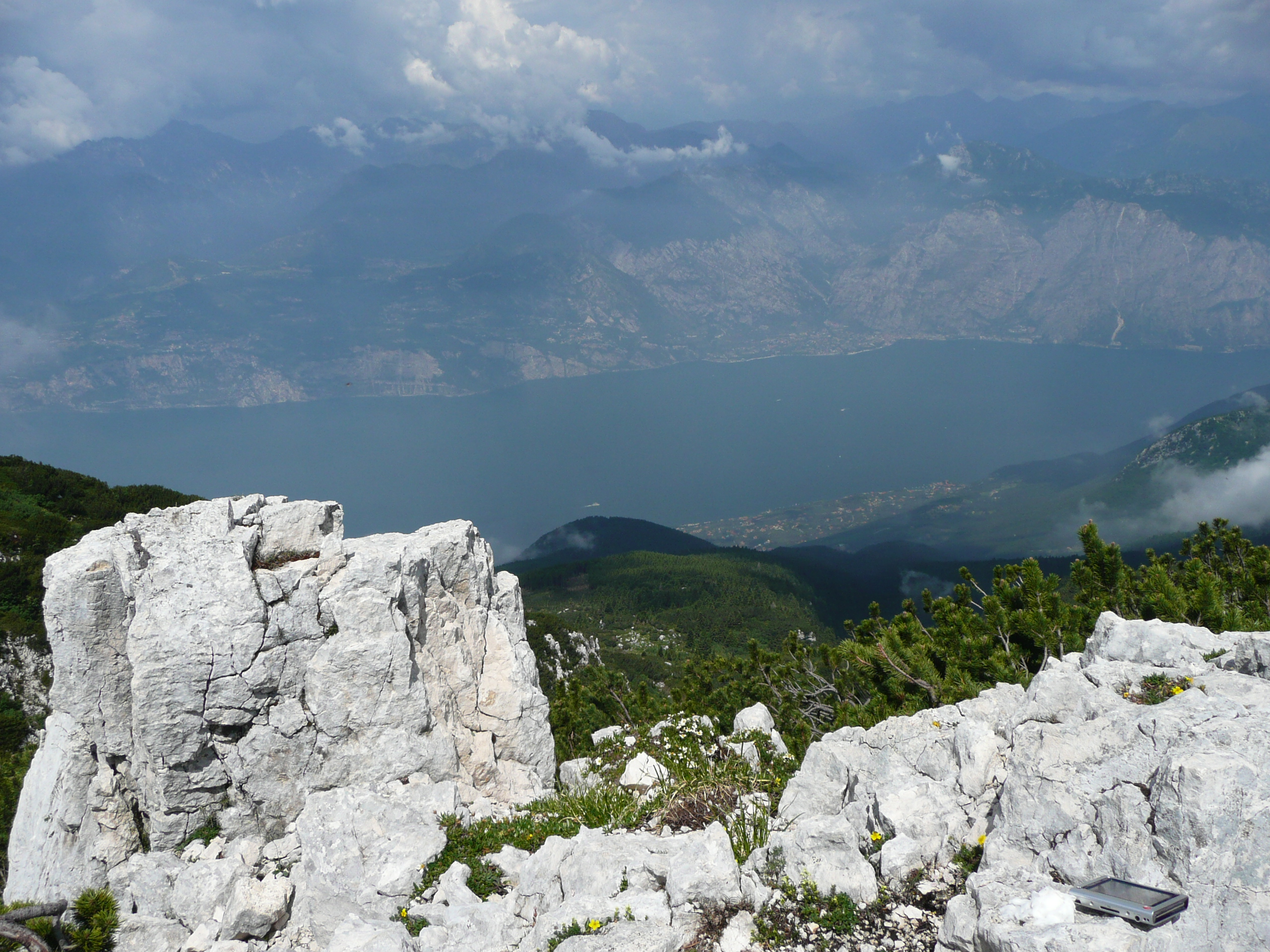
Vue vers le lac de Garde.
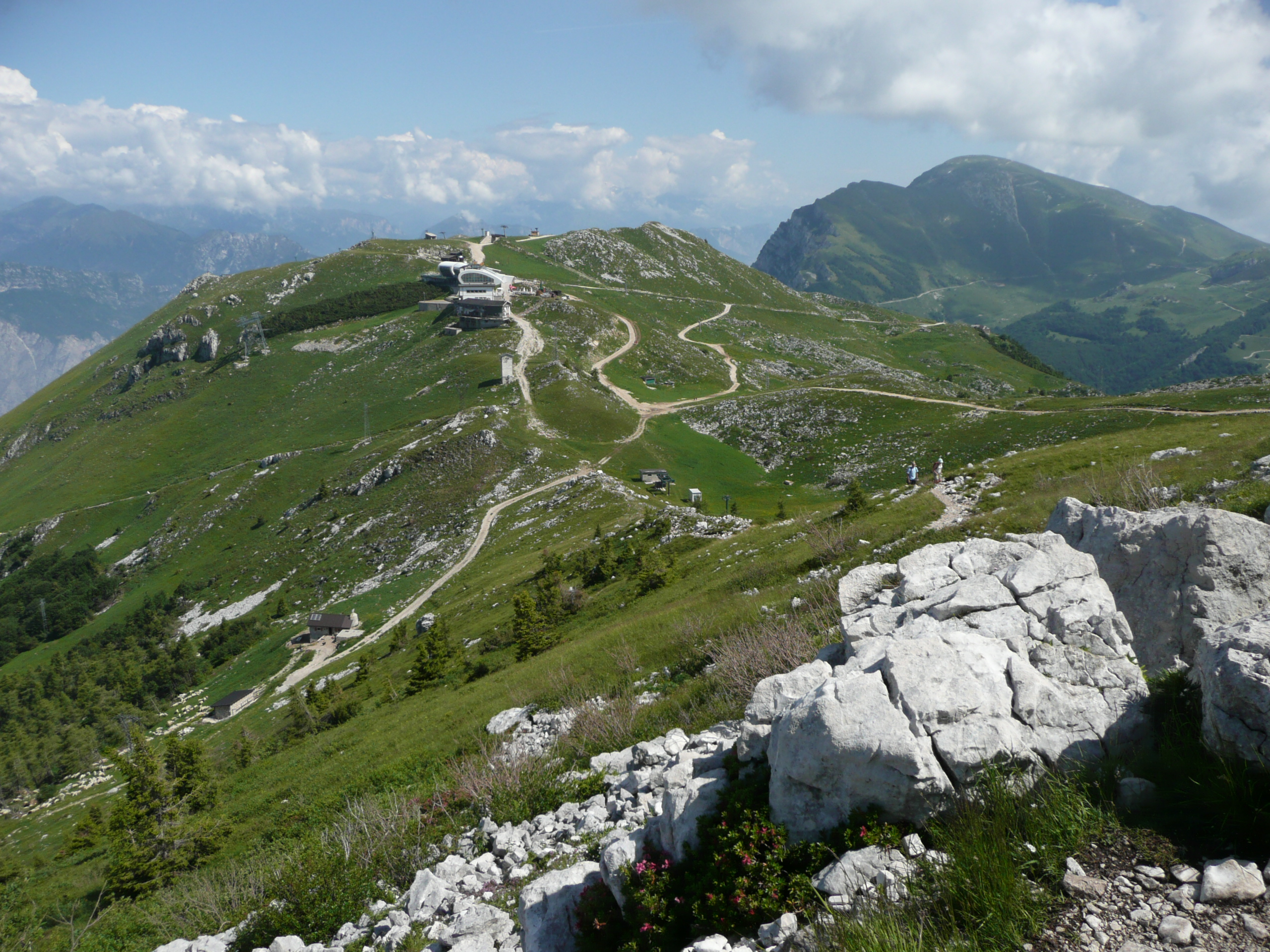
Vue de la gare d'arrivée du téléphérique depuis Malcesine.

La présence remarquable de roches calcaires a favorisé de nombreux phénomènes karstiques ; plusieurs monolithes, cuvettes et surtout gouffres sont visibles, des dépressions qui s'ouvrent vers des grottes plus profondes. Ils sont également très visibles sur les roches comprenant des rainures parallèles, dues à l'érosion des roches karstiques par l'eau. Il y a aussi plusieurs grottes ; la plus longue est la grotte de Tanella près de Torri del Benaco, longue de 362 m, et la plus profonde est le Bus de le Tacole, profonde de 172 m. La forte densité de roches karstiques entraîne un faible nombre de sources, à l'exception de la pente surplombant le lac de Garde, qui comprend également la rivière Aril, considérée comme la rivière la plus courte du monde. Ce processus d'érosion conduit également à de nombreux petits glissements de terrain et à la formation de petites pyramides terrestres.

Vue sur le lac de Garde depuis le téléphérique du Malcesine au Monte Baldo.

### Principaux cols
Les principaux cols du chaînon sont :
- le passo di Val Dritta ;
- le passo del Camino ;
- le passo di Coal Santo ;
- le passo Tratto Spino.

### Climat
Le Monte Baldo a un climat avec des caractéristiques différentes selon les lieux et l'altitude. De plus, l'été bénéficie d'un climat plus proche du climat préalpin-subalpin, tandis que l'hiver bénéficie d'un climat plus typiquement alpin, avec des précipitations centrées en hiver et au printemps. Sur les pentes du lac de Garde, les températures moyennes sont plus élevées que celles du côté de Vallagarina, malgré la même hauteur, grâce à l'influence du lac, dont l'air chaud monte à travers les vallées ; sur la côte du lac, la température moyenne est de 13 °C, tandis qu'à Vallagarina, les températures baissent de quelques degrés. À 1 000 m, la température moyenne est de 9 °C et à 2 000 m, elle tombe à 2 °C.
Il existe également des différences notables dans les précipitations : environ 950 mm de pluie sur le lac, en particulier au printemps et en automne, tandis qu'à Ferrara di Monte Baldo, c'est 1 300 mm. La neige a tendance à persister pendant les mois d'hiver seulement au-dessus de 1 000 m, tandis qu'en dessous de ce niveau, la neige reste pendant de courtes périodes après les précipitations.

## Tourisme
Le développement du tourisme au Monte Baldo s'est notamment basé sur la randonnée estivale, les sports d'hiver, l'équitation et la préservation de l'environnement naturel.

### Stations de ski

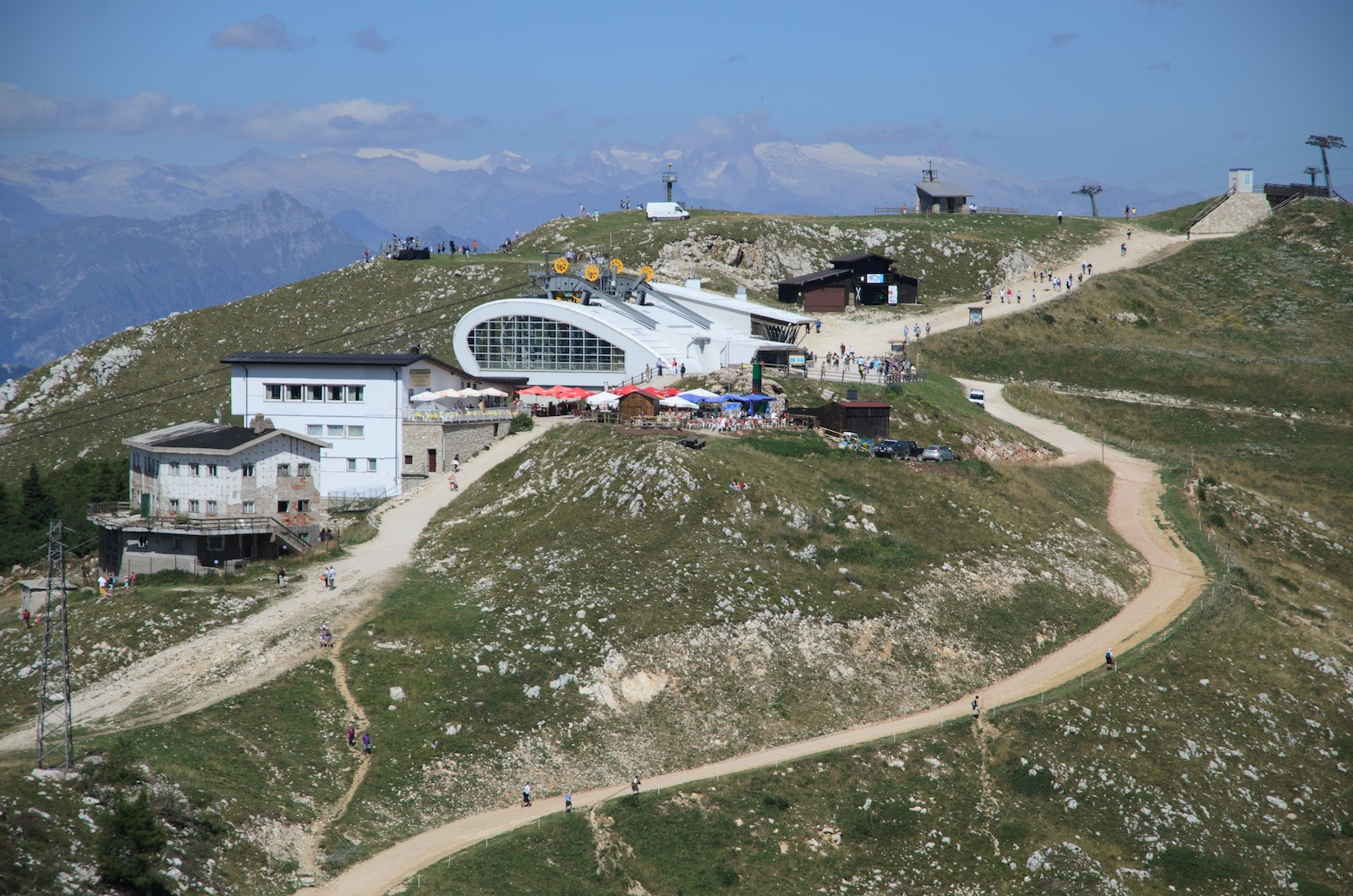
L'arrivée du téléphérique qui relie Malcesine à Monte Baldo.

Les différentes stations de ski sont :
- Prà Alpesina-Passo Tratto Spino (1 450–1 850 m) : station de ski située au nord de la chaîne reliant la région de Prà Alpesina à la crête Stella, elle est accessible en voiture d’Avio ou de Malcesine en téléphérique ;
- Ortigaretta alla Costabella (1,550–2,053 m) : les pistes partent d’Ortigaretta et atteignent le refuge Costabella. Les remontées mécaniques les plus élevées atteignant 2 053 m ;
- Polsa, San Valentino (1 250–1 610 m): c’est la station de ski la plus basse du Monte Baldo et la seule station entièrement située dans le Trentin. Ses pistes sont desservies par 3 télésièges 4 places et un 2 places, ainsi que deux téléskis ;
- Novezza-Novezzina.

### Refuges
Les refuges du chaînon sont, :

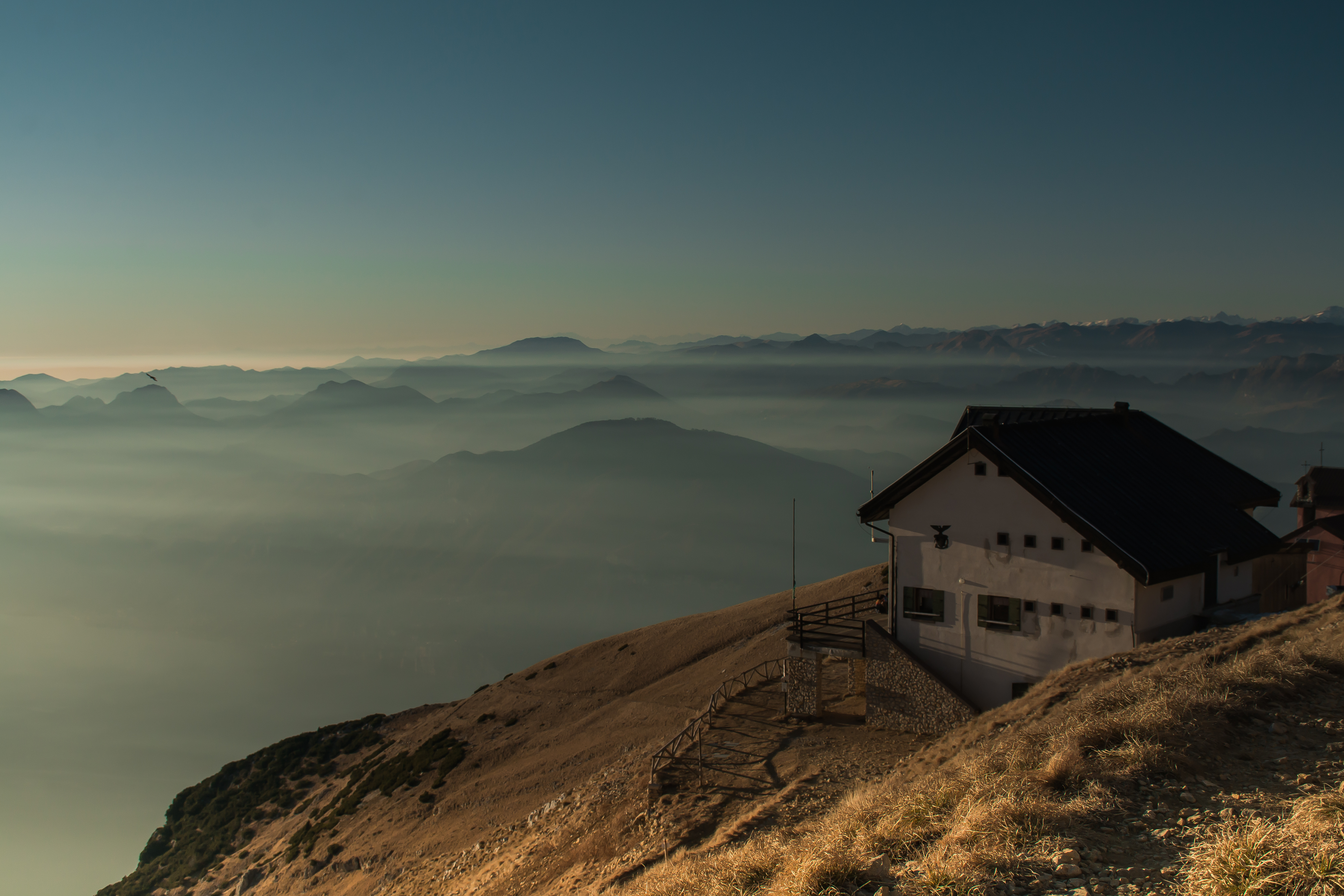
Le refuge Gaetano Barana al Telegrafo.

- le refuge Gaetano Barana al Telegrafo (2 147 m) ;
- le refuge Cedron (1 380 m) ;
- le refuge Giovanni Chierego (1 956 m) ;
- le refuge Fiori del Baldo (1 850 m) ;
- le refuge Damiano Chiesa (2 060 m) ;
- le refuge Fos-ce (1 430 m) ;
- le refuge Aldo Mondini (1 605 m) ;
- le refuge Monte Baldo (1 120 m) ;
- le refuge Orto Botanico di Novezzina ;
- le refuge Bocca di Navene (1 425 m) ;
- le refuge Albergo Graziani (1 617 m) ;
- le refuge Malga Campei di Sopra (1 469 m).